# Paul Collaer
Paul Collaer (Boom, 8 juni 1891 - Bosvoorde, 12 december 1989) was een Belgisch musicoloog, pianist, dirigent en doctor in de natuurwetenschappen.
In 1914 studeerde hij als scheikundige af aan de ULB.
Hij studeerde piano bij Bosquet aan het conservatorium te Mechelen. In 1936 werd hij bij de N.I.R. benoemd en in 1953 verliet hij deze - als eredirecteur van de Vlaamse muziekuitzendingen.
Collaer was een sterke voorstander van de moderne muziek. Zo stichtte hij onder andere in 1920 de pro-Arte concerten in Brussel en nam hij in zijn radio-uitzendingen vooruitstrevende programma's op. Vanaf 1950 wijdde hij zich voornamelijk aan het etnomusicologisch onderzoek.
Onder zijn impuls werd de Cercle International d'études ethno-musicologiques gesticht.
Hijzelf heeft heel wat werken gepubliceerd over 20ste-eeuwse muziek.
- Bibsys: 90294004
- Biblioteca Nacional de España: XX1229880
- Bibliothèque nationale de France: cb14796750q (data)
- CiNii: DA00263145
- Digitale Bibliotheek voor de Nederlandse Letteren: coll065
- Gemeinsame Normdatei: 128851511
- International Standard Name Identifier: 0000 0001 0860 0957
- Library of Congress Control Number: n50029103
- MusicBrainz: 42164176-4eb2-472d-8364-3a670c1c96f3
- Nationale Bibliotheek van Tsjechië: xx0051855
- Nationale bibliotheek van Australië: 35029712
- Nationale Bibliotheek van Israël: 987007583114005171
- Nederlandse Thesaurus van Auteursnamen: 068008813
- Istituto Centrale per il Catalogo Unico: CFIV062581
- Système universitaire de documentation: 033167141
- Trove: 802914
- Virtual International Authority File: 111490396
- WorldCat: E39PBJcGh4gb6pTbRrWpGB3PcP